# Radikale Zärtlichkeit
Radikale Zärtlichkeit – Warum Liebe politisch ist von Şeyda Kurt ist ein autobiographisches Sachbuch, welches im April 2021 im HarperCollins Verlag erschienen ist. Darin werden bürgerliche Liebesnormen aus einer kritischen Perspektive betrachtet. Das Buch hielt sich 20 Wochen in der Spiegel-Bestsellerliste.

## Entstehungsgeschichte
Die Journalistin und Moderatorin Şeyda Kurt schrieb das Buch aus einem Unbehagen heraus, das aus ihren eigenen Erfahrungen in romantischen Beziehungen und einer intersektionalen, feministischen Perspektive auf die Gesellschaft entstand. Sie möchte herkömmliche Narrative sichtbar machen, diese am Beispiel ihrer eigenen Biographie erforschen und durch neue Konzepte von Liebe, Zärtlichkeit und nicht-monogamen Beziehungsformen gesellschaftliche Veränderung anstoßen. In diesem Sinne versteht sie ihr Buch auch als politische Arbeit.

## Inhalt
Radikale Zärtlichkeit – Warum Liebe politisch ist, ist ein Buch, das die transformative Kraft der Liebe und des Mitgefühls untersucht. Şeyda Kurt hinterfragt traditionelle Vorstellungen von Männlichkeit und Weiblichkeit, betrachtet Beziehungen intersektional, dekonstruiert die dominanzgesellschaftliche Norm und kultiviert eine Kultur der Fürsorge und Verletzlichkeit. Das Buch fordert dazu auf, gesellschaftliche Normen und Erwartungen zu überwinden und eine Welt zu schaffen, in der jede Person respektiert und geachtet wird. Neben Perspektiven wie von Platon und Marx bezieht sich die Autorin auch auf zeitgenössische Theorien der Soziologin Eva Illouz und der Literaturwissenschaftlerin bell hooks und analysiert beispielsweise den Zusammenhang zwischen Kolonialismus und Monogamie. Das Buch lässt sich als Einladung verstehen, sich mit patriarchalen Denkmustern und internalisierten Beziehungsidealen zu beschäftigen.
Şeyda Kurt schreibt in neun Kapiteln über Zweck und Philosophie der Liebe, Monogamie und offene Beziehungen, ungerechte Beziehungen in einer ungerechten Welt, eine neue Sprache der Zärtlichkeit, das füreinander Sorgen, Technologie und Zärtlichkeit, Selbstliebe und schlussendlich die Utopien der radikalen Zärtlichkeit.

## Rezeption
Radikale Zärtlichkeit wurde nach Erscheinen vielfach im deutschsprachigen Raum rezipiert und hat dort seit Erscheinung den gegenwärtigen Diskurs um die Verwobenheit von Liebe und Kapitalismus geprägt. Vor allem die Entmystifizierung der Liebe, die nach Kurt als Deckmantel für viele positive und auch negative Aspekte sozialen Miteinanders dient, sticht heraus. Elisabeth Gamperl von der SZ fasst den Ansatz als „Beleuchtung des modernen Mythos Liebe in seinen unterschiedlichsten Ausprägungen“ zusammen. Weiters sieht Gamperl Kurts Ansatz als „eine wertvolle Beigabe in den gesellschaftlichen Bewusstseinspool.“
Marlene Halser von der Berliner Zeitung hebt den appellhaften Charakter des Werkes hervor. Die Stärke des Buches liege vor allem in seinem Anstoß zur Reflexion der eigenen Position und gegebenen Machtverhältnissen.